# 송정동 (광주시)
송정동(松亭洞)은 경기도 광주시의 법정동이자 행정동이다.

## 연혁
- 1910년 광주군 경안면
- 1979년 광주군 광주읍
- 2001년 광주군의 광주시 승격, 광주읍의 분동, 송정리의 법정동 송정동 승격, 여러 법정동을 관할하는 행정동 송정동 설치
- 2020년 12월 1일 탄벌동이 분동되어 기존 송정동 주민센터가 탄벌동 주민센터로 변경되면서 송정동 주민센터는 광주시 광주대로 216으로 이전함.

## 법정동 및 자연마을
- 송정동(松亭洞)
  - 밀목마을(密木), 통미마을, 수하리(水下, 물아래)

## 아파트
| 단지명                | 건설사       | 시행사                         | 주소                 | 입주       | 비고 |
| --------------------- | ------------ | ------------------------------ | -------------------- | ---------- | ---- |
| 송정현대              | 현대산업개발 | 현대산업개발                   | 광주대로129번길 11-5 | 2002년 7월 |      |
| 광주행정타운 아이파크 | 현대산업개발 | ㈜대원 송정하우징㈜ ㈜하나월드 | 송정2길 37           | 2024년 6월 |      |
| 송정 대주파크빌       | 대주건설㈜   | 대주건설㈜                     | 중앙로335번길 42     | 2005년 6월 |      |
| 광주송정 브라운스톤   | 이수건설     | ㈜써미트                       | 경안천로 129         | 2004년 8월 |      |